# Cruz de Rafil
La Cruz de Rafil es una cruz de término situada en Llucmajor, Mallorca. Antiguamente se encontraba en el cruce de la calle de San Miguel con la calle de Jaime II. Pero debido a una reforma viaria de 1886 fue trasladada al sitio actual, a la plaza de S'Arraval. El estado de conservación es muy deficiente. La cruz presenta una grave erosión y múltiples mutilaciones.
Esta cruz fue construida hacia el año 1491. La altura total es de 4,39 m y está realizada en piedra arenisca. Está compuesta por el fuste, el capitel de sección octogonal y la cruz de tipología griega de brazos rectos con terminaciones en medallones trifoliata. La escalonada original, hoy inexistente, probablemente se debió dañar con el traslado del 1886.
El capitel contiene dos figuras, tres escudos y una decoración vegetal en la base, el resto no se puede apreciar debido a que se encuentra empotrado en el muro. La degradación de la piedra hace que de las dos figuras, solamente una sea identificable: Santa Bárbara, con la pequeña torre de tres ventanas y una palma en las manos. Posiblemente fue esculpida para proteger a la población contra la muerte provocada por las tormentas y los rayos. En cuanto a los escudos, el central y el de la derecha pertenecen al de Llucmajor (mano con antorcha) que podemos considerar como la representación más antigua del escudo de la villa, mientras que el otro lleva esculpidas las tres cruces del calvario .
En el anverso del crucero encontramos a Cristo crucificado en el centro y cuatro medallones, uno en cada brazo de la cruz: el pelícano, arriba, la resurrección de Cristo en el sepulcro, abajo, mientras que el resto de medallones son irreconocibles debido a las mutilaciones. El reverso es del todo imposible apreciarlo debido a que se encuentra empotrado en el muro.